# Grup de Heisenberg
En matemàtiques, el  grup de Heisenberg  sobre un anell commutatiu  A  és el grup de matrius triangulars superiors 3 × 3 de la forma
{\displaystyle {\begin{pmatrix}1&a&c\\0&1&b\\0&0&1\\\end{pmatrix}}}
sota l'operació de multiplicació matricial, on  a ,  b ,  c  són elements de a  A . Sovint es pren com anell  A  el cos dels nombres reals, en què el grup es nota per {\displaystyle H_{3}(R)}, o l'anell dels sencers racionals, notant llavors al grup per {\displaystyle H_{3}(Z)}.

## Generalització a dimensions superiors
La generalització més simple consisteix en el grup de matrius quadrades reals d'ordre  n+2 , de la forma
{\displaystyle {\begin{pmatrix}1&a&c\\0&I_{n}&b\\0&0&1\end{pmatrix}}}
on {\displaystyle I_{n}} és
la matriu identitat d'ordre  n ,  a  és un vector fila i  b  un vector columna, ambdós de longitud  n .

## Com a varietat subriemanniana

Una animació d'una geodèsica en el grup de Heisenberg

També es pot entendre el grup de Heisenberg tridimensional H3(R) en els reals com a varietat diferenciable, i específicament, com a exemple simple d'una varietat subriemanniana. Donat un punt p=(x,y,z) en R3, defineixi's un 1-forma diferencial Θ en aquest punt com
{\displaystyle \Theta _{p}=dz-{\frac {1}{2}}\left(xdy-ydx\right).}
Aquesta 1-forma pertany al fibrat cotangent de R3; és a dir,
{\displaystyle \Theta _{p}:T_{p}\mathbf {R} ^{3}\to \mathbf {R} }
és un mapa en el fibrat tangent. Sigui
{\displaystyle H_{p}=\left\{v\in T_{p}\mathbf {R} ^{3}\mid \Theta _{p}(v)=0\right\}.}
Es pot veure que H és un subfibrat del fibrat tangent TR3. Una comètrica en H ve donada per projectar els vectors en l'espai bidimensional estès per vectors en les direccions x i y. És a dir, donats els vectors {\displaystyle v=(v_{1},v_{2},v_{3})} i {\displaystyle w=(w_{1},w_{2},w_{3})} en TR3, el producte escalar donat per
{\displaystyle \langle v,w\rangle =v_{1}w_{1}+v_{2}w_{2}.}
L'estructura resultat converteix H en la varietat del grup de Heisenberg. Un marc ortonormal en la varietat ve donat pels camps vectorials de Lie
{\displaystyle {\begin{aligned}X&={\frac {\partial }{\partial x}}-{\frac {1}{2}}y{\frac {\partial }{\partial z}},\\Y&={\frac {\partial }{\partial y}}+{\frac {1}{2}}x{\frac {\partial }{\partial z}},\\Z&={\frac {\partial }{\partial z}},\end{aligned}}}
que compleixen les relacions [X, Y] = Z i [X, Z] = [Y, Z] = 0. Com que són camps vectorials de Lie, formen una base invariant per l'esquerra per l'acció de grup. Les geodèssiques en la varietat són espirals, que projecten cercles en el pla horitzontal bidimensional. És a dir, si
{\displaystyle \gamma (t)=(x(t),y(t),z(t))}
és una corba geodèssica, llavors la corba {\displaystyle c(t)=(x(t),y(t))} és un arc d'un cercle, i 
{\displaystyle z(t)={\frac {1}{2}}\int _{c}xdy-ydx}
amb la integral limitada al pla bidimensional. És a dir, l'alçada de la corba és proporcional a l'àrea del cercle subtingut per l'arc circular, com es desprèn del teorema de Stokes.